# فابرو
فابرو (به ایتالیایی: Fabro) یک شهرک و کومونه در ایتالیا است که در استان ترانی واقع شده‌است.

## خصوصیات
فابرو ۳۴٫۳ کیلومترمربع مساحت و ۲٬۹۵۱ نفر جمعیت دارد و ۳۶۴ متر بالاتر از سطح دریا واقع شده‌است.